# ماركيز لافاييت وود
ماركيز لافاييت وود (بالإنجليزية: Marquis Lafayette Wood)‏ هو أكاديمي أمريكي، ولد في 23 أكتوبر 1829، وتوفي في 25 نوفمبر 1893.